# آرغو
آرغو (بالإنجليزية: Argo)‏ هو فيلم إثارة أمريكي من إنتاج عام 2012 ومن إخراج بن أفليك مقتبس قليلاً عن شهادة عميل المخابرات الأمريكية السابق توني منديز عن إنقاذ ستة دبلوماسيين أمريكيين من طهران، أيران خلال أزمة رهائن إيران في عام 1979. الفيلم من بطولة بن أفليك وبراين كرانستون وآلين أركين وجون غودمان، تم عرض الفيلم في أمريكا في 12 أكتوبر. حظي الفيلم بنجاح كبير على الصعيد النقدي والتجاري، وكسب جائزتي غولدن غلوب، أفضل فيلم درامي وأفضل مخرج لبن أفليك كما ترشح لثلاثة أخرى. وترشح لسبع جوائز أوسكار من ضمنها أفضل فليم وأفضل موسيقى لألكسندر ديسبلا، فاز منها بجائزة بثلاث جوائز أوسكار لأفضل فيلم لعام 2012 وكذلك بجائزة أفضل سيناريو مقتبس وأفضل مونتاج.
حيث أعلنت سيدة أمريكا الأولى ميشيل اوباما ذلك في مبادرة غير مسبوقة من خلال بث مباشر من البيت الأبيض وقالت بعد فتح الظرف الذي يحوي اسم الفائز «هذا خيارٌ جيّد.»

## القصة

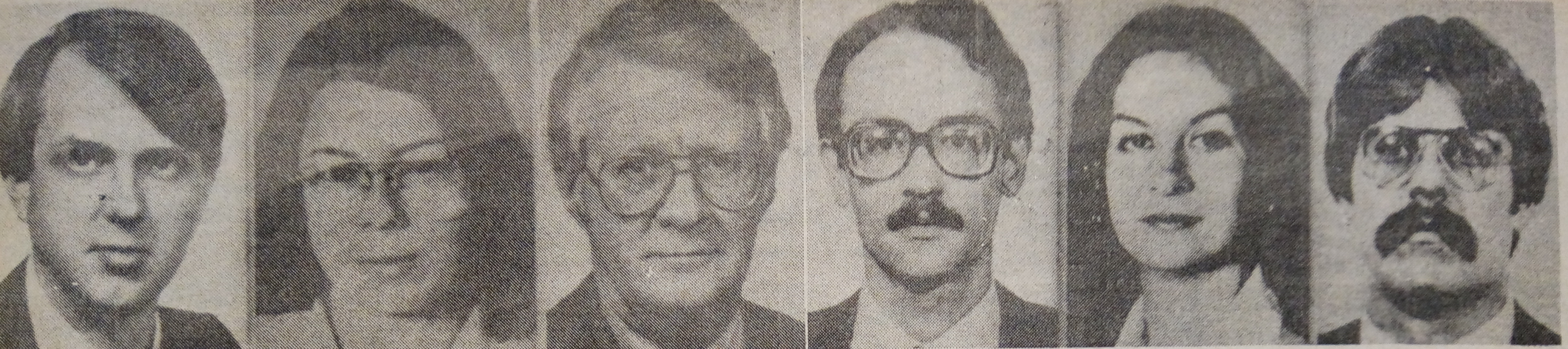
صورة الرهان الأمريكيين الحقيقين

في عام 1979 تقتحم السفارة الأمريكية في إيران من قبل ثوريين إيرانيين ويتم أخذ عدة أمريكيين كرهائن. ومع ذلك، ستة منهم ينجحون في الفرار إلى مقر السفير الكندي ثم تصدر الأوامر للمخابرات الأمريكية على إخراجهم من البلاد. يضع العميل توني منديز المختص في مهمات الأنقاذ خطة جريئة وهي إنشاء مشروع مزيف لتصوير فيلم كندي في إيران ويقوم بتهريب الأمريكيين خارج البلاد على أنهم جزء من طاقم الإنتاج. بمساعدة بعض المصادر الموثوقة في هوليوود. ينفذ منديز حيلته ويصل إلى إيران على أنه مساعد المنتج. تتصاعد وتيرة الأحداث بمرور الوقت حيث تقترب قوات الأمن الإيرانية من كشف الحقيقة بينما مدراء منديز والبيت الأبيض لديهم شكوك خطيرة حول العملية نفسها.

## الاستقبال
حصل الفيلم أشادة من النقاد. %95 من مراجعات موقع الطماطم الفاسدة أعطت الفيلم مراجعة إيجابية بنائاً على 188 مراجعة مع 8.4 من 10 كمتوسط تقييم حيث وصفته «حماسي ومثير وغامض، آرغو يعيد أحياء حدثاً تاريخي مع الأهتمام بأدق التفاصيل وشخصيات مبتكرة على نحو ممتاز». حصل الفيلم من موقع ميتاكريتيك على %86 بنائاً على 43 مراجعة. صحيفة الواشنطن تايمز قالت عنه أنه يعطي الأحساس «على أنه فيلم من الحقبة الأولى- أقل أهتياجاً وأقل بهجة وأكثر تركيزاً على السرد بدل الأحساس» لكن السيناريو تضمن «شخصيات عديدة جداً لا تتطور بمرور الوقت» 

## وصلات خارجية
- آرغو على موقع IMDb (الإنجليزية)
- آرغو على موقع ميتاكريتيك (الإنجليزية)
- آرغو على موقع روتن توميتوز (الإنجليزية)
- آرغو على موقع نتفليكس (الإنجليزية)
- آرغو على موقع قاعدة بيانات الأفلام العربية
- آرغو على موقع ألو سيني (الفرنسية)
- آرغو على موقع Turner Classic Movies (الإنجليزية)
- آرغو على موقع أول موفي (الإنجليزية)
- آرغو على موقع بوكس أوفيس موجو (الإنجليزية)
- آرغو على موقع فيلمافينيتي (الإسبانية)